# Tô de Graça – O Filme
Tô de Graça – O Filme é um filme de comédia brasileiro, produzido pela Globo Filmes e coproduzido pela Telecine. Conta com roteiro de Junior Figueiredo, Sabrina Garcia e Rodrigo Sant'Anna e a direção de César Rodrigues.   O filme é uma continuação independente a série Tô de Graça produzida pelo canal Multishow e teve sua estreia em 27 de junho 2024 nos cinemas. É estrelado por Rodrigo Sant'Anna, Andy Gercker, Evelyn Castro, Isabelle Marques, Roberta Rodrigues, Estevam Nabote, Eliezer Motta e Gracyanne Barbosa. 

## Sinopse
Graça e Moacir residem na favela com sua numerosa prole. Quando Graça recebe uma indenização inesperada, decide aproveitar o dinheiro levando toda a família, exceto o marido, para um feriadão em Araruama. Enquanto enfrentam algumas confusões típicas de viagens em família, Graça é transportada de volta aos seus dias de solteira e reencontra uma antiga chama. No entanto, durante a viagem, Graça se depara com o desinteresse e a rebeldia de sua filha mais velha, o que a faz questionar seu relacionamento com Moacir. No desenrolar da história, a família enfrenta desafios que testam seus laços, mas ao final, eles demonstram que, apesar das adversidades, estão mais unidos do que nunca. 

## Elenco
- Rodrigo Sant'Anna como Maria da Graça Xuxa Meneghel dos Santos[5]
- Andy Gercker como Maicon Marrone Jackson Five dos Santos[5]
  - João Pedro Chaseliov como jovem Maicon
- Evelyn Castro[6] como Mariah Carey dos Santos (Marraia Karen)
- Isabelle Marques como Britney Spears dos Santos (Briti Sprite)[5]
- Roberta Rodrigues como Sarajane dos Santos (Sara Jane)[5]
- Valentina Leão[6] como Shabukira
- João Fernandes[6] como Mique Jegue
- Faiska Alves[6] como Romarinho
- Gracyanne Barbosa como Sonaira[7]
- Eliezer Motta[6] como Moacir dos Santos
- Dhu Moraes[6] como Geralda
- Pedro Carvalho como noivo de Sarajane[5]
- Roney Villela[6] como Giraldo
- Estevam Nabote[6] como Pablo Escobar dos Santos
- MC Soffia como ela mesma[6]